# Kreis Pétervására
Der Kreis Pétervására (ungarisch Pétervásárai járás) ist eine ungarische Verwaltungseinheit (LAU 1) im Norden des nordungarischen Komitats Heves. Er grenzt im Osten an den Kreis Eger und in einem kleinen Stück (ca. 3 km) an den Kreis Bélapátfalva. Im Süden bildet der Kreis Gyöngyös, im Nordwesten das Komitat Borsod-Abaúj-Zemplén und im Westen das Komitat Nógrád die Grenze.

## Geschichte
Der Kreis existierte bis 1983, wurde danach durch das gleichnamige Kleingebiet (ungarisch Pétervásárai kistérség) ersetzt. Die Kleingebiete wurden Ende 2012 wieder aufgelöst und der neue Kreis Pétervására ging Anfang 2013 unverändert (mit 20 Gemeinden) als Nachfolger daraus hervor.

## Gemeindeübersicht
Der Kreis Pétervására hat eine durchschnittliche Gemeindegröße von 1.020 Einwohnern auf einer Fläche von 23,75 Quadratkilometern. Die Bevölkerungsdichte des zweitbevölkerungsärmsten Kreises liegt unter dem Wert des Komitats (82). Der Verwaltungssitz befindet sich in der einzigen Stadt, Pétervására, im Zentrum des Kreises gelegen.
| Gemeinde          | Status       | Herkunft Kleingebiet | Einwohnerzahl | Einwohnerzahl | Einwohnerzahl | Fläche (km²) | Bevölkerungs- dichte (Ew./km²) |
| Gemeinde          | Status       | Herkunft Kleingebiet | 01.10.2011    | 01.01.2013    | 01.01.2016    | 01.01.2016   | Bevölkerungs- dichte (Ew./km²) |
| ----------------- | ------------ | -------------------- | ------------- | ------------- | ------------- | ------------ | ------------------------------ |
| Bodony            | Gemeinde     | Pétervására          | 764           | 793           | 731           | 28,96        | 25,2                           |
| Bükkszék          | Gemeinde     | Pétervására          | 733           | 717           | 710           | 15,30        | 46,4                           |
| Bükkszenterzsébet | Gemeinde     | Pétervására          | 1.095         | 1.114         | 1.050         | 24,86        | 42,2                           |
| Erdőkövesd        | Gemeinde     | Pétervására          | 669           | 655           | 654           | 17,18        | 38,1                           |
| Fedémes           | Gemeinde     | Pétervására          | 309           | 318           | 308           | 8,62         | 35,7                           |
| Istenmezeje       | Gemeinde     | Pétervására          | 1.647         | 1.653         | 1.540         | 32,79        | 47,0                           |
| Ivád              | Gemeinde     | Pétervására          | 384           | 362           | 364           | 11,94        | 30,5                           |
| Kisfüzes          | Gemeinde     | Pétervására          | 126           | 134           | 125           | 4,81         | 26,0                           |
| Mátraballa        | Gemeinde     | Pétervására          | 783           | 786           | 764           | 26,36        | 29,0                           |
| Mátraderecske     | Gemeinde     | Pétervására          | 1.962         | 1.959         | 1.935         | 13,99        | 138,3                          |
| Parád             | Großgemeinde | Pétervására          | 2.053         | 2.082         | 1.998         | 37,20        | 53,7                           |
| Parádsasvár       | Gemeinde     | Pétervására          | 408           | 393           | 344           | 16,94        | 20,3                           |
| Pétervására       | Stadt        | Pétervására          | 2.326         | 2.306         | 2.065         | 33,87        | 61,0                           |
| Recsk             | Großgemeinde | Pétervására          | 2.789         | 2.733         | 2.627         | 45,37        | 57,9                           |
| Sirok             | Gemeinde     | Pétervására          | 1.883         | 1.881         | 1.786         | 63,39        | 28,2                           |
| Szajla            | Gemeinde     | Pétervására          | 583           | 570           | 525           | 8,70         | 60,3                           |
| Szentdomonkos     | Gemeinde     | Pétervására          | 442           | 460           | 427           | 18,40        | 23,2                           |
| Tarnalelesz       | Gemeinde     | Pétervására          | 1.783         | 1.789         | 1.751         | 37,13        | 47,2                           |
| Terpes            | Gemeinde     | Pétervására          | 224           | 200           | 216           | 2,20         | 98,2                           |
| Váraszó           | Gemeinde     | Pétervására          | 470           | 476           | 470           | 27,05        | 17,4                           |
| Kreis Pétervására |              |                      | 21.433        | 21.381        | 20.390        | 475,06       | 42,9                           |